# Francine-Charlotte Gehri
Pour les articles homonymes, voir Gehri.
Francine-Charlotte Gehri est une écrivaine, nouvelliste, conteuse et animatrice culturelle suisse née à Lausanne le 31 mai 1923 et morte le 14 février 2022.

## Biographie
Francine-Charlotte Gehri suit des études commerciales avant d'occuper divers postes de secrétaire ou d'enseignante de branches commerciales, puis de se consacrer à sa famille et à l'éducation de ses enfants.
Animatrice culturelle, elle met sur pied à trois reprises les journées d'écrivains de la Rivièra lémanique (Montreux et La Tour-de-Peilz) ; pendant dix ans, elle partage avec Janine Massard la responsabilité de l'organisation des Rendez-vous littéraires du wuinze du café romand à Lausanne et continue à assumer la charge de secrétaire coordinatrice de la fête des lettres romandes (Fribourg, 1985 ; Sion, 1990 ; Genève, 1994 ; Yverdon-les-Bains, 1999).
Présidente de l'association vaudoise des écrivains pendant six années, elle en a été nommée présidente d'honneur. Elle occupe le siège réservé à la Suisse romande à l'Académie des provinces françaises.
Francine-Charlotte Gehri exerce également une activité de conteuse et de nouvelliste, écrivant plusieurs recueils de nouvelles, dont Histoires sans point d'orgue et La vie en mieux. Elle a en outre publié un roman, Le Chemin de l'Espagne.
Francine-Charlotte Gehri est titulaire de nombreuses distinctions littéraires, dont un Prix Paul Budry, le Prix 1978 de l'Œuvre suisse des lectures pour la jeunesse, le Prix Guy-de-Maupassant 1993 de la Fédération nationale des écrivains de France, et le Prix des Écrivains vaudois 1994 pour l'ensemble de son œuvre.
Elle décède le 14 février 2022 à l'âge de 98 ans, et est inhumée au cimetière communal de Rances.

## Sources
- « Francine-Charlotte Gehri », sur la base de données des personnalités vaudoises sur la plateforme « Patrinum » de la Bibliothèque cantonale et universitaire de Lausanne.
- Roger Francillon, Histoire de la littérature en Suisse romande, vol. 4, p. 442. Alain Nicollier, Henri-Charles Dahlem, Dictionnaire des écrivains suisse d'expression française, vol. 1, p. 416-418. http://www.culturactif.ch/ecrivains/gehri.htm. [mhg/2003/03/20]
- Francine-Charlotte Gehri sur viceversalitterature.ch
- A D S - Autorinnen und Autoren der Schweiz - Autrices et Auteurs de Suisse - Autrici ed Autori della Svizzera